# 勝負師傳說
《勝負師傳說》（日语：哲也-雀聖と呼ばれた男）是佐浮銘原作，星野泰視繪製的賭博題材日本漫畫，自1997年起至2005年為止在講談社《週刊少年Magazine》上連載，共339話，單行本41冊。中文版由東立出版社發行。改編電視動畫《勝負師傳說 哲也》於2000年10月6日起播出，至2001年3月23日播放完畢，全20話。另有多款改編電子遊戲、柏青嫂和柏青哥。
故事改編自日本作家色川武大的經歷。色川武大在青年時期熱衷賭博，以阿佐田哲也為筆名，撰寫多部賭博娛樂小說及麻將雜誌專欄，並因此大受歡迎，不過本作中登場角色名及團體名皆與現實無關。作品參考了《麻雀放浪記》、《雀鬼五十番勝負》、《牌的魔術師》、《賭黨狼派》等色川武大撰寫的書籍。

## 劇情大綱
昭和二十年，日本戰敗，16歲的哲也失去了軍工廠的工作，生活困頓的他被同事當成肥羊，帶進地下賭場玩八九牌。連敗數場後，他憑著接連好運和一些小手段賺了一票，並因此進入橫須賀跟駐日美軍賭麻將，在新宿敗給職業賭徒房州後，拜他為師。不久之後，房州引退，哲也成為新宿第一的麻將行家。
他結識了賭技一般的青年單九，讓他做自己的幫手，他們打敗了依靠施打冰毒而獲得超強牌技的高手印南。在哲也的牌技超過房州後，房州便在牌桌上辭世，在房州的葬禮上，哲也擊敗了房州的仇家鷹，並且和單九聯手擊敗害單九家窮困潦倒的債主，但牌桌上的單九一直無法拋棄私情，一度與哲也決裂，後來他獨自勝過債主，並與哲也和好。
他們在麻將桌上與各方高手較量，也經常因為賭博罪而進出拘留所，為了躲避警察錢龜的追捕，哲也開始旅行。他先後走訪北陸地方與函館，再回到新宿。隨著麻將成為大眾娛樂，新宿的麻將業迎來新時代，而在幕後操盤的是被稱為「上野的土佐健」的阿健，他也因此成為哲也的宿敵。
哲也擊敗阿健派出的「上野四天王」後，敗給了阿健，他再次踏上旅程探索自我極限，走訪大阪、長崎等日本西部多個城市後，再度回到新宿與阿健決戰。哲也最終獲得勝利，之後改行成為小說家。

## 登場人物
阿佐田哲也（聲：置鮎龍太郎）
本作主角。擁有與眾不同且被外人稱呼為「天運」的好運，被麻將界的後世稱呼為「雀聖」的罕見奇人。故事開始時穿著白襯衫的時代年齡約15-17歲，完結篇穿著黑襯衫時約為18-23歲，最高學歷為在學中並參予學生運動和發行專門誌，雖處以無限期停學處分但實際上在國中時早退。二戰結束後任職於丸三通運運輸公司，當自己在八九牌賭場連輸幾次下覺醒「雀聖」名號，遇見印南後受該啟發投身於麻將界。
房州（聲：大塚周夫）
哲也的師傅，本名為「劍崎六郎」。千葉縣出身，二戰結束後於新宿打麻將，時至故事開始之際經常受認識的人敬稱為「房州先生」。持有「麻將就是力量（不能只靠運氣）」以及「持有把柄威脅他人是骯髒傢伙的卑鄙手段，唯有累積才是藝術」的相關信念，從哲也身上感覺到其才能下親授各種技巧，以實戰來進行磨練的全新宿唯一的罕見奇人。
單九（聲：高木涉／疋田由香里（少年時代））
本名為「早見辰雄（早見たつを）」。在對印南戰中成為哲也因此受啟發的契機之一，飛機頭以及白大衣是註冊商標，初次登場時以「一晩で九蓮宝燈を二回和了った」作為其口頭禪。
印南善一（聲：戶谷公次）
使哲也受啟發並投入麻將界的男子。

## 評價
該作品獲得了第24屆講談社漫畫獎（少年部門）。

## 動畫

### 每回標題
- 第一局－牌局魔術師
- 第二局－玄人的規則
- 第三局－勝利者的條件
- 第四局－新宿最強搭檔誕生
- 第五局－東洋第一對上新宿第一
- 第六局－底力
- 第七局－天運
- 第八局－按耐不住的死神
- 第九局－死神封印
- 第十局－魔眼再來
- 第十一局－黑暗的終結
- 第十二局－不死身之女
- 第十三局－華麗的生命
- 第十四局－無法送達的通券［簽名］
- 第十五局－搭檔的羈絆
- 第十六局－真正的玄人
- 第十七局－傳說復甦
- 第十八局－天和的離別
- 第十九局－虎！虎！虎！
- 最終局－我們的世界

## 游戏
- 勝負師伝説 哲也〜新宿天運編〜：GB
- 勝負師伝説 哲也 雀打 役満タイピング：Win
- 勝負師伝説 哲也：PS2
- 勝負師伝説 哲也〜甦る伝説〜：GBA
- 勝負師伝説 哲也2 玄人頂上決戦：PS2
- 勝負師伝説 哲也 DIGEST：PS2